# Cadulus florenciae
Cadulus florenciae är en blötdjursart som beskrevs av Victor Scarabino 1995. Cadulus florenciae ingår i släktet Cadulus och familjen Gadilidae. Inga underarter finns listade i Catalogue of Life.